# Isole della Società
Le Isole della Società (in francese: îles de la Société o Archipel de la Société; in tahitiano: Tōtaiete mā) sono un arcipelago situato in Oceania suddiviso geograficamente e politicamente in altri due arcipelaghi: quello delle Isole del Vento, formato da Tahiti, Moorea, Maiao, Mehetia e Tetiaroa, e quello delle Isole Sottovento, formato da Bora Bora, Maupiti, Raiatea, Tupai e dal gruppo delle Huahine.
Geograficamente fanno parte della Polinesia, politicamente appartengono alla Polinesia francese.
Le isole sono una delle mete polinesiane più frequentate dai turisti.
Furono così chiamate da James Cook, in onore della Royal Society, nel 1769..

## Isole del Vento
- Tahiti
- Moorea
- Tetiaroa
- Mehetia
- Maiao

## Isole Sottovento
- Bora Bora
- Huahine
- Maupiti
- Raiatea
- Tahaa
- Manuae
- Maupihaa
- Motu One
- Tupai